# 南仁順
南仁順（：／ Nam In-soon；1958年11月5日—），大韓民國女性政治人物、社運人士。韓國京畿道仁川市（今仁川廣域市）出身。目前為首爾松坡丙選區的國會議員。2018年8月，南仁順被共同民主黨推舉為民生最高委員。南仁順在韓國知名於女權運動，她從1980年代末期涉足這一領域。2012年以比例代表進入國會後，擔任過民主統合黨最高委員。
她自稱為並用父母姓氏的「南尹仁順」，這類名字在韓國主要是由女權人士使用（類似的例子有同樣為民主黨系議員的韓李明淑、梁李媛瑛等）。

## 早年生涯
南仁順出生於仁川。1970年代，在「首都女子師範大學」（今世宗大學）韓國語文化學士畢業，又在聖公會大學市民社會福祉大學院取得社會福祉學碩士學位。在這段時間裡，她的生涯夢想從一名韓國講師轉變為一名勞工運動家，因為她看到婦女工會遭到嚴重地壓迫。

## 社運生涯
作為女權主義者，她在各種機構中做出了貢獻，包括頒布了《反家庭暴力法》和《反賣淫法》，修訂了《嬰兒照料法》和《生育保護法》，引入了性別配額制度，建立了婦女部，並廢除了父權制的家庭制度。

## 政治生涯
2011年南仁順步入政壇，她當時作為創新與團結社運團體的領袖，該團體隨後併入民主統合黨，她也自動成為該黨成員，並短暫擔任最高委員。2012年大韓民國國會選舉，她以民主統合黨比例代表順位第九當選國會議員。2016年大韓民國國會選舉，南仁順投入地域選區首爾松坡丙參選並當選。2020年大韓民國國會選舉，南仁順再度連任。